# Le Favril (Eure)
Favril – miejscowość i gmina we Francji, w regionie Normandia, w departamencie Eure.
Według danych na rok 1990 gminę zamieszkiwało 141 osób, a gęstość zaludnienia wynosiła 35 osób/km² (wśród 1421 gmin Górnej Normandii Favril plasuje się na 758 miejscu pod względem liczby ludności, natomiast pod względem powierzchni na miejscu 768).